# 下村真一
下村 真一（しもむら しんいち、1966年8月21日 - ）は、日本のゲームクリエイター。星のカービィシリーズのディレクターやマップデザイナーを担当。同シリーズの責任者ではあるが、「夢の泉デラックス」を最後にゲーム製作には関わっていない。退社しているため消息不明。

## 代表作
- 星のカービィ 夢の泉の物語 - マップデザイナー
- カービィボウル - マップデザイナー（田邊賢輔と共同）
- 星のカービィ2 - ディレクター、マップデザイナー（田邊賢輔と共同）
- 星のカービィ スーパーデラックス - マップデザイナー
- 星のカービィ3 - ディレクター
- 星のカービィ64 - ディレクター
- 星のカービィ 夢の泉デラックス - ディレクター（ゼネラルディレクターは桜井政博）